# Hyaena
Chi Hyaena là một chi gồm hai trong bốn các loài linh cẩu còn sinh tồn: linh cẩu vằn (Hyaena hyaena) từ Tây Á, Ấn Độ, Trung Á, Đông Phi và Bắc Phi, và linh cẩu nâu (Hyaena brunnea) từ Nam Phi. Linh cẩu nâu đôi khi được đặt trong một chi Parahyaena riêng biệt, hoặc thậm chí được bao gồm trong chi hóa thạch tiền sử Pachycrocuta, nhưng các nguồn gần đây có xu hướng đặt nó vào Chi Hyaena.
Hộp sọ của linh cẩu nâu lớn hơn hộp sọ của linh cẩu sọc. Linh cẩu nâu đực lớn hơn con cái một chút, trong khi linh cẩu sọc đực và cái có kích thước tương đương nhau. Cả hai loài đều nhỏ hơn linh cẩu đốm (Crocuta crocuta), nhưng lớn hơn chó sói đất (Proteles cristata). Chúng chủ yếu là động vật ăn xác thối.

## Hình ảnh

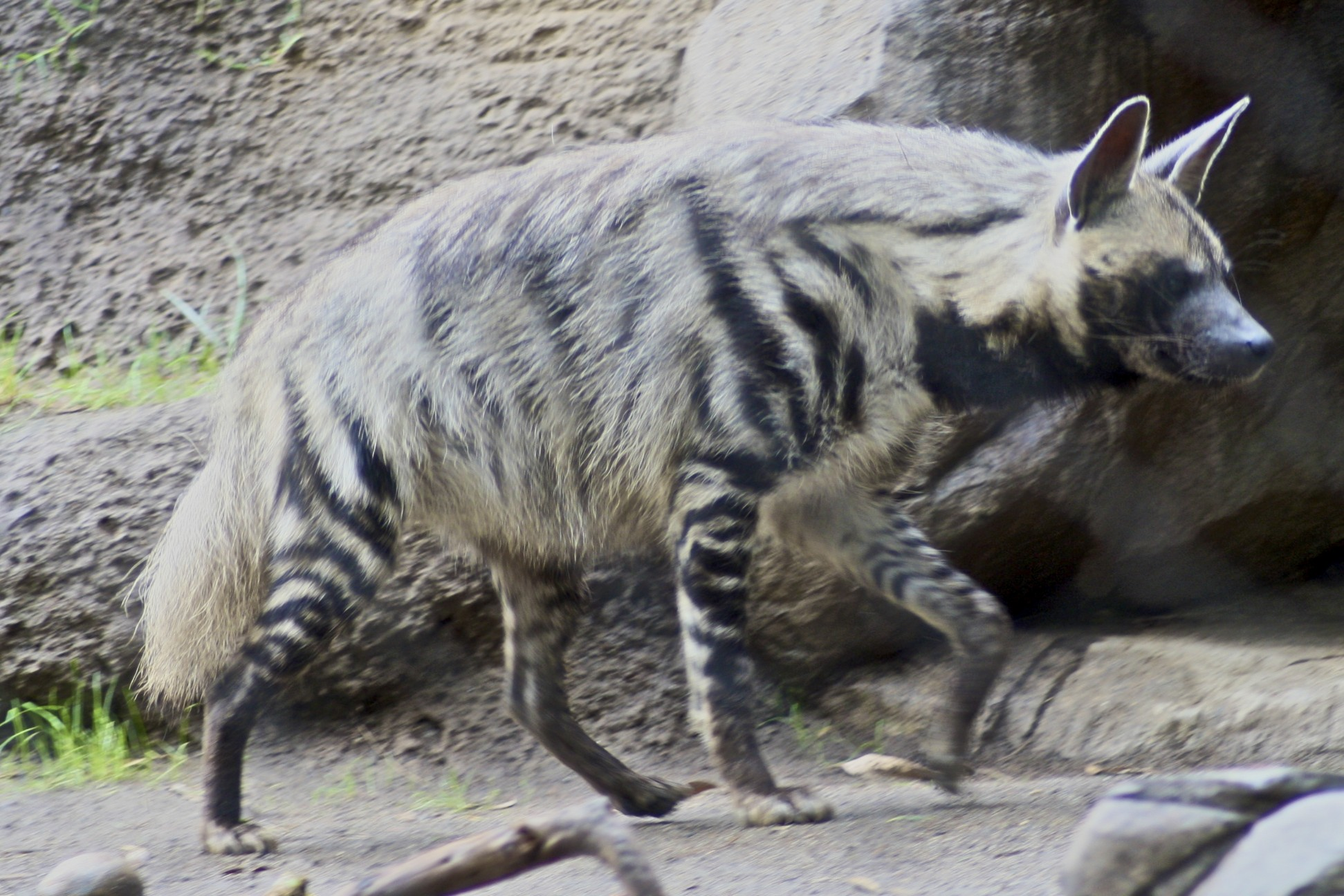
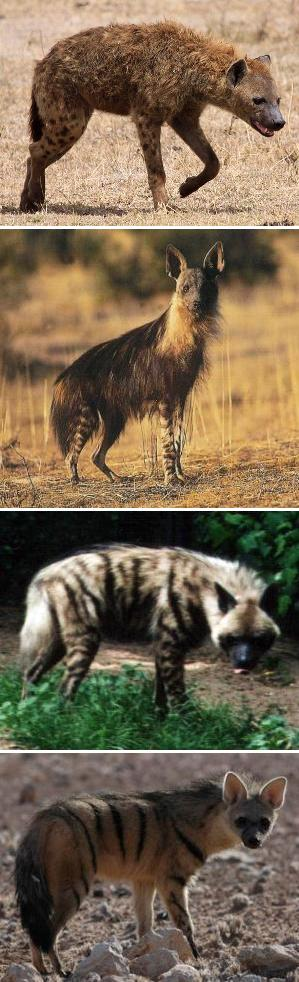
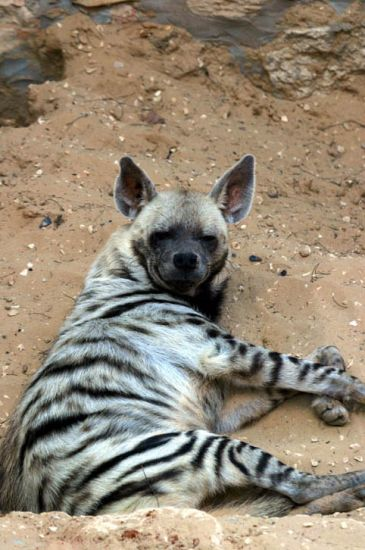
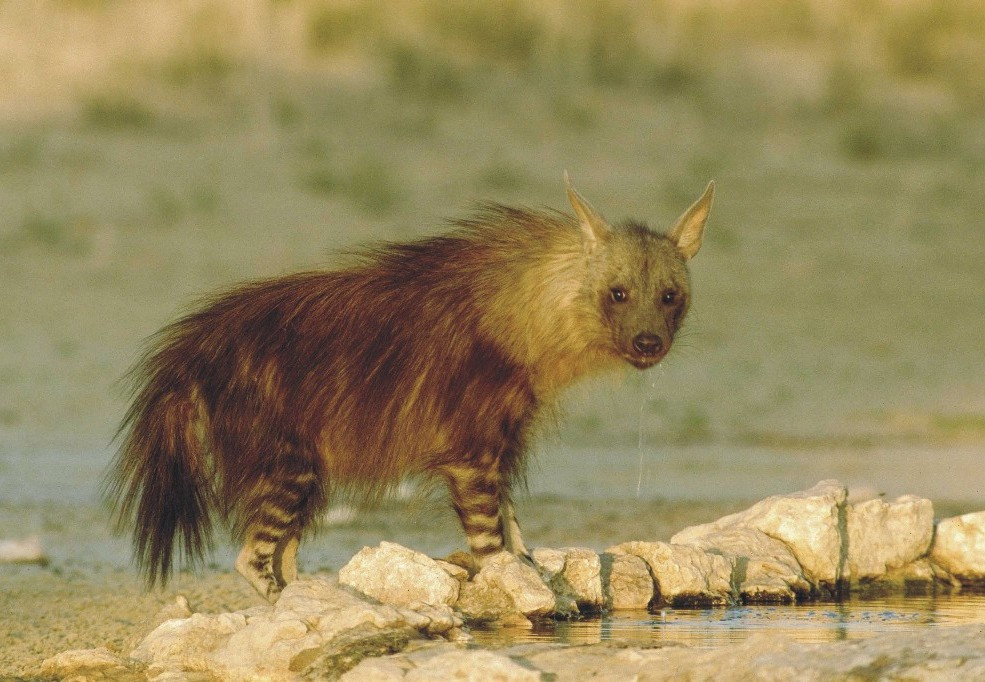

## Các loài
Chi này gồm 2 loài:
- Hyaena brunnea: Linh cẩu nâu.
- Hyaena hyaena: Linh cẩu vằn.